# Добра (Сату-Маре)
Добра (рум. Dobra) — село у повіті Сату-Маре в Румунії. Входить до складу комуни Супур.
Село розташоване на відстані 423 км на північний захід від Бухареста, 33 км на південь від Сату-Маре, 98 км на північний захід від Клуж-Напоки.

## Населення
За даними перепису населення 2002 року у селі проживали 1138 осіб.
Національний склад населення села:
| Національність | Кількість осіб | Відсоток |
| -------------- | -------------- | -------- |
| угорці         | 1124           | 98,8 %   |
| румуни         | 13             | 1,1 %    |

Рідною мовою назвали:
| Мова      | Кількість осіб | Відсоток |
| --------- | -------------- | -------- |
| угорська  | 1124           | 98,8 %   |
| румунська | 13             | 1,1 %    |